# Estadio Municipal Ascanio Cortés Torres
El Estadio Municipal Ascanio Cortés Torres está ubicado en la ciudad de Tocopilla y en él se efectúan los partidos en que el Club de Deportes Tocopilla, militante de la Tercera división chilena, juega de local. La capacidad del estadio es de 5000 personas y su dirección es Teniente Merino esquina Arturo Prat.
El estadio fue inaugurado el año 1931 y fue diseñado por el arquitecto José Vesanovic. Lleva el nombre de un destacado futbolista tocopillano, Ascanio Cortés Torres, que jugó en Audax Italiano en los años 1930 y en River Plate de Argentina. En Buenos Aires, su tradicional forma de sacar el balón de espaldas desde el área defensiva hizo que la hinchada de River denominara esta jugada como «chilena», quedando ese nombre hasta la actualidad para la jugada que creó Ascanio Cortés.
El estadio cuenta con luz artificial para partidos nocturnos. La superficie del campo de juego era de tierra, hasta que en el año 2008 se instaló una superficie de pasto sintético.